# Улица Ткачей (Екатеринбург)
У́лица Ткаче́й (прежнее название — Расторгу́евская) — магистральная улица в жилом районе «Центральный» (микрорайон «Парковый») Октябрьского административного района Екатеринбурга.

## Происхождение и история названий
Название Расторгуевская улица получила не позднее 1880 года по фамилии уральского золотопромышленника и потомственного почётного гражданина города Якова Ивановича Расторгуева, заимка (дача) которого находилась сразу за улицей в направлении к югу (на месте современного Центрального парка культуры и отдыха имени В. В. Маяковского). Своё современное название улица получила в 1930-х годах.

## Расположение и благоустройство
Улица Ткачей проходит с востока на запад параллельно улице Большакова. Начинается от конца улицы Восточной и заканчивается у безымянного моста через реку Исеть с выходом на улицы Фурманова и Машинную. На улицу справа выходят улицы Мичурина и Луначарского. Протяжённость улицы составляет около 600 метров. Ширина проезжей части в среднем около 15 м (по две полосы в каждую сторону движения). Вдоль чётной стороны улицы Ткачей находится проезд-дублёр (две полосы движения).
На протяжении улицы имеется два светофора, нерегулируемых пешеходных переходов нет. С обеих сторон улица оборудована тротуарами и уличным освещением.

## История
Улица была намечена генеральным планом Екатеринбурга 1804 года, но подготовлена к застройке планом 1829 года. К югу от улицы находилась заимка (дача) Я. И. Расторгуева, занимавшая огромную лесную территорию вдоль реки Исети. На территории дачи был небольшой искусственный пруд бумажной фабрики купцов Казанцевых, созданный в первой четверти XIX века на маленькой речке Сухой, вытекавшей из болота. Фабрика Казанцевых существовала здесь в начале 1820-х годов, а уже в конце десятилетия здесь работал водочный завод маркшейдера Полкова (к 1845 году не действовал). Заимку Расторгуева окружали канава и вал, поверх которого шёл плетень. Вдоль Расторгуевской заимки по одноимённой улице шла дорога из Екатеринбурга в направлении суконной фабрики братьев Злоказовых (находилась у впадения Чёрной речки в реку Исеть).
Согласно результатам городской переписи 1887 года на Расторгуевской улице находилось всего четыре домовладения с деревянными одноэтажными домами, два из которых принадлежали мещанам М. Н. Иконникову и В. М. Башмакову, а два — отставным солдатам Н. И. Иванову и Т. А. Абрамову. В средней части улицы, на стыке с Обсерваторской улицей, имелся водоразборный колодец. На Расторгуевскую улицу выходила небольшая одноимённая площадь.
В течение многих десятилетий Расторгуевская улица была окраинной улицей юго-восточной части города. На неё выходили окончания улиц Васенцовской (современная Луначарского), Кузнечной и Луговой (в настоящее время выходы перекрыты), а также 2-я Восточная улица (сейчас улица Восточная).
На 2010-е годы улица застроена многоэтажной и высотной жилой застройкой, а также административными зданиями.

## Примечательные здания
- № 11 — спортивный комплекс «Луч».

## Транспорт

### Наземный общественный транспорт
Движение общественного транспорта по улице не осуществляется, рядом с выходом улицы Мичурина находится трамвайное кольцо (остановка ЦПКИО):
- Трамвай — № 3, 6, 9, 10, 20, 21, 33 (рабочие дни).

### Ближайшие станции метро
Действующие станции Екатеринбургского метро поблизости отсутствуют. Проведение линий метрополитена в район улицы не запланировано.

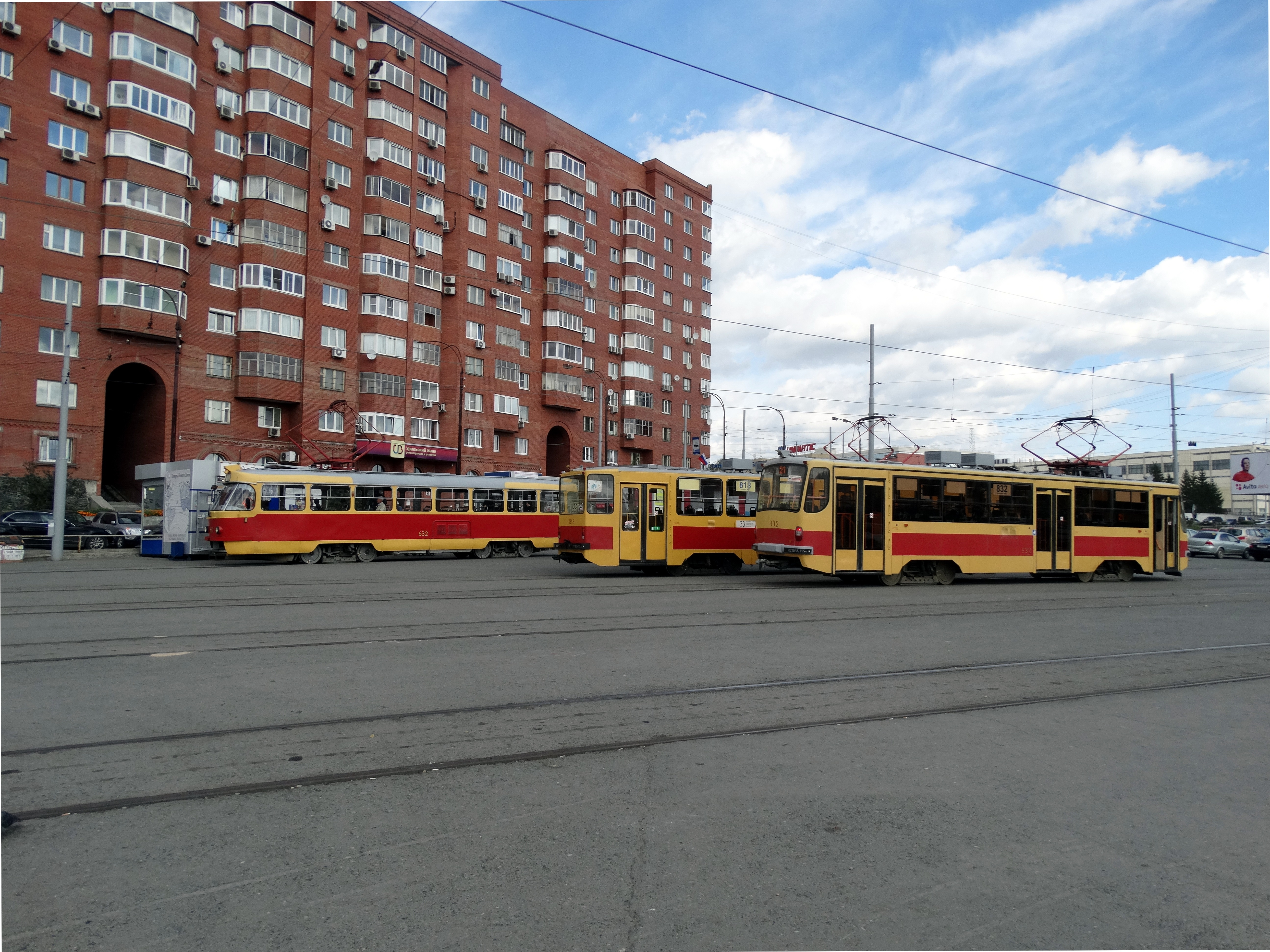
Трамвайное кольцо на улице Ткачей в Екатеринбурге.